# LG Filstal
Die LG Filstal ist eine Leichtathletikgemeinschaft im Bereich des Landkreises Göppingen.

## Verein
Die LG Filstal wurde im November 1988 gegründet. Nach mehr als drei Jahrzehnten des Bestehens bilden zurzeit die Leichtathletikabteilungen des TSGV Albershausen, TV Altenstadt, TSV Bad Boll, TSV Bad Überkingen, TV Deggingen, TV Ebersbach, TG Geislingen, TB Gingen, TGV Holzhausen, FTSV Kuchen, TSV Kuchen und TV Schlat die LG Filstal.
Pro Jahr nehmen Athleten der LG an knapp 100 verschiedenen Wettkämpfen im In- und Ausland teil. Über 200 Schüler, Jugendliche und Aktive starten für die LG Filstal. Ein Vizeweltmeistertitel, eine Studentenweltmeisterschaft, ein Vizeeuropameistertitel, eine Teilnahme an den Olympischen Sommerspielen in Rio de Janeiro 2016, über 10 Deutsche Meister und Deutsche Vizemeistertitel, weit über 100 Württembergische oder Baden-Württembergische Meister bzw. Süddeutsche Meister und über 1000 Kreis- und Bezirksmeistertitel sammelten die erfolgreichen Athleten der LG Filstal in den vergangenen Jahren.
Alexander Straub war ein Athlet der LG Filstal. Mit Katinka und Lena Urbaniak, Jakob Köhler-Baumann, Martina Schultze und Elke Keller waren einige LG-Athleten bereits im Nationaltrikot am Start.
Aufgrund der guten Nachwuchsarbeit betreibt die LG Filstal eine offiziell anerkannte Leistungsfördergruppe des Württembergischen Leichtathletikverbandes. In dieser zweigeteilten Fördergruppe werden besonders talentierte Leichtathleten der Mitgliedsvereine und aus Vereinen des Kreises Göppingen mit der Unterstützung des Verbandes und der LG Filstal durch zusätzliches Training und andere besondere Maßnahmen weiter gefordert und gefördert. Alle erfolgreichen Athleten der LG waren oder sind Mitglied dieser Fördergruppe.

## Förderverein LG Filstal
Der Förderverein LG Filstal e. V. hat es sich zur Aufgabe gemacht, die Leichtathletik in den Mitgliedsvereinen der LG Filstal ideell und finanziell zu unterstützen und zu fördern. Er will die Attraktivität der Leichtathletik als Sportart erhalten und noch steigern und hat das Ziel, die personellen und materiellen Voraussetzungen für eine erfolgreiche Freizeit- und Leistungsleichtathletik der Mitgliedsvereine weiter zu verbessern.